# مشاعر مناهضة الغرب

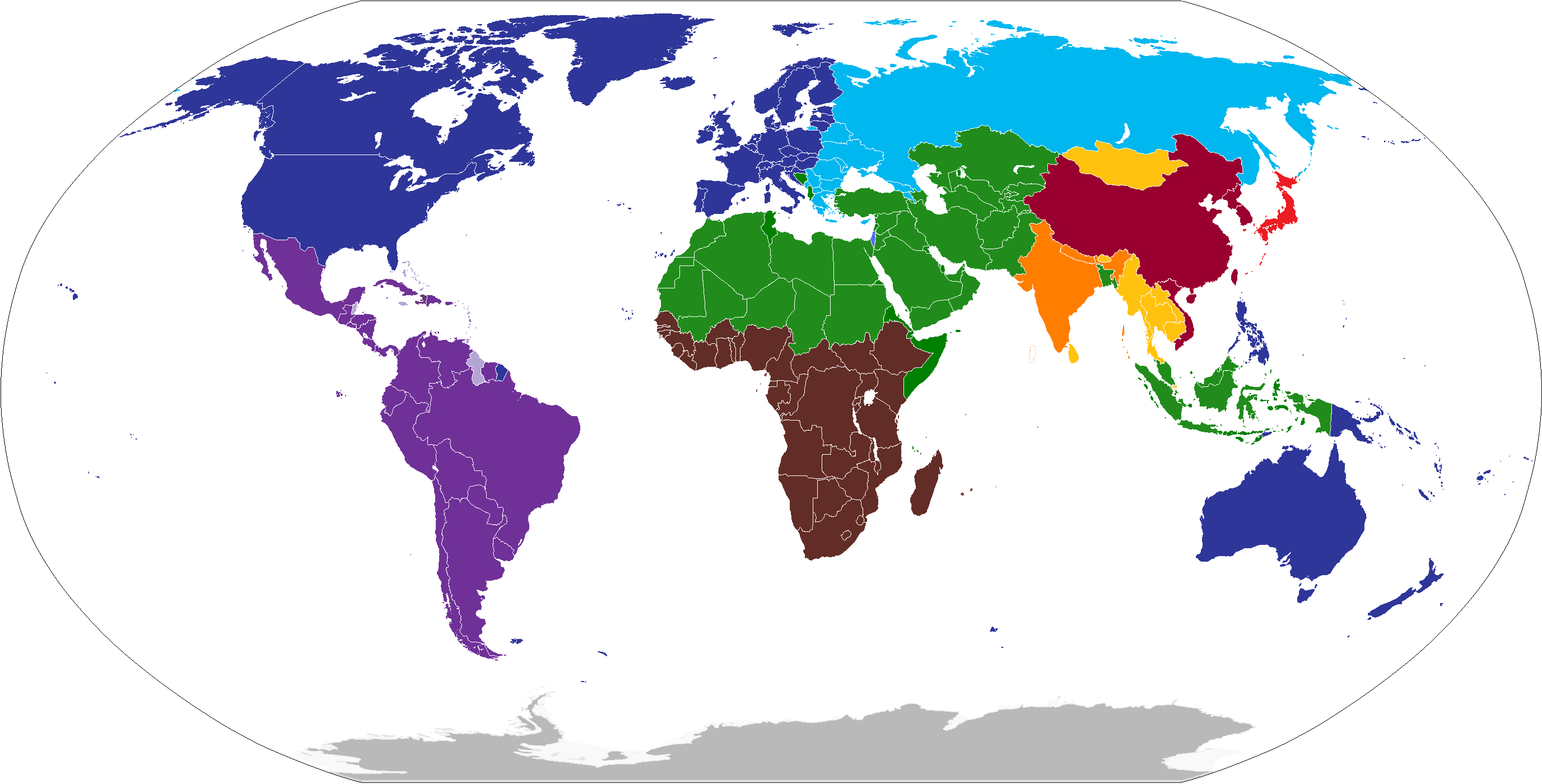

مشاعر مناهضة الغرب، تُعرف أيضًا باسم معاداة التعاون الأطلسي، ورُهاب الغرب، وتُشير جمعيها إلى طيف واسع من ممارسات المعارضة، والتحيّز، والعداء لشعوب العالم الغربي، أو ثقافته، أو سياساته.

## التعريف والاستعمال
في العديد من الحالات المعاصرة، تتأجج مشاعر مناهضة الغرب من خلال مناهضة الإمبريالية، وخصوصاً ضد الدول التي «تُعتبر متوّرطة في الجرائم الكولونيالية المرتكبة في الماضي والحاضر» كألمانيا، وبريطانيا، وهولندا. توجد مشاعر مناهضة الغرب في العديد من البلدان، وحتى في العالم الغربي نفسه، وخصوصاً في البلدان الأوروبية. كما تنتشر مشاعر مناهضة الغرب بشكل عام في العالم الإسلامي ضد الأوروبيين والولايات المتحدة الأمريكية. يتأتّى الكُره لأمريكا بسبب دعمها لإسرائيل، واحتلال العراق، وفرض العقوبات المتعددة على إيران.
بعد الحرب الباردة، زعم صامويل هنتنجتون بأن الصراع الدولي المتعلق بالأيديولوجيات الاقتصادية سيُستبدل بصراع الحضارات. كما قال بأن النزعة اٌلإقليمية في الاقتصاد والسياسة ستحدو بالبلدان غير الغربية أن تنخرط تدريجيّاً في أحلاف جيوسياسية مع مثيلاتها من الدول التي تشترك معها بنفس القيم. ويرى هنتنجتون أن العالم الإسلامي يمرّ بانفجار سكاني في نفس الوقت الذي يشهد فيه تزايدًا في التطرف الديني، وهو الأمر الذي يؤدي إلى رفض التغريب.

## أفريقيا
عادةً ما تُؤخذ أفريقيا مثالًا على الانهيار المجتمعي في حقبة ما بعد الاستعمار، حيث خلّفت الإمبراطوريات المتراجعة وحروب الشركات على الموارد خلّفت دولًا عاجزة عن السير في مسار التنمية الحالي أو حتى مجرد الحفاظ على أوضاعها الحالية. بسبب العديد من الصراعات المشتعلة اليوم في أفريقيا، مثلها مثل غيرها في الشرق الأوسط، يُنحى باللائمة على دول الغرب مثل المملكة المتحدة، وفرنسا، وإيطاليا، وبلجيكا، والبرتغال، وألمانيا، والولايات المتحدة لترسيمها حدود الدول الأفريقية بشكل اعتباطيّ دون اعتبار كبير للإثنيات، أو الترابطات القَبليّة، أو أديان السكان المحليين.

## آسيا

### الصين
تزايدت مشاعر المناهضة للغرب في الصين منذ بداية التسعينيات من القرن الماضي، وخصوصًا لدى شريحة الشباب الصينيين. من الأحداث البارزة التي تُذكر بهذا الصدد والتي خلّفت ردة فعل معاديةً للغرب، حادثة قصف الناتو للسفارة الصينية في العاصمة الصربية بلغراد في العام 1999، ومظاهرات العام 2008 خلال مسار الشعلة الأولمبية الصيفية والتحيّز المزعوم للإعلام الغربي، وخصوصًا فيما يتعلّق باضطرابات هضبة التيبت في مارس من العام 2008. على الرغم من أن استطلاعات الرأي العامة المتاحة تُظهر أن الصينيين ينظرون نظرة إيجابية للولايات المتحدة الأمريكية، فما زال يساورهم بعض الشك بنوايا الغرب تجاه الصين، وهو الأمر الذي ينبع من التجارب التاريخية وخصوصاً في «قرن الإهانة». تعزّزت هذه الشكوك وتزايدت بسبب حملة بروباغندا أطلقها الحزب الشيوعي الصيني باسم «حملة الثقافة الوطنية».

### اليابان
يوجد في اليابان تاريخ طويل في انتقاد الغرب ضمن تاريخ الأفكار والثقافة اليابانية.

### الهند
كانت مشاعر مناهضة الغرب في الهند في الحقبة الاستعمارية حاضرة بشدّة. لم تعد هذه المشاعر سائدةً على أي حال.

### سنغافورة
يعتقد رئيس وزراء سنغافورة السابق، لي كوان يو، أن بلدان شرق آسيا مثل الصين، واليابان، وكوريا، وفيتنام يجب أن تنهض على «القيم الآسيوية». وعلى دول النمور الآسيوية الأربعة أن تطمح للوصول إلى مستوى معيشة على النمط الغربي، لكن دون قبول مبادئه الليبرالية الديمقراطية أو مؤسساته الاجتماعية.

### الشرق الأوسط

#### الإسلامية
تُعد المنظمات الإرهابية مثل القاعدة وداعش معاديَتين للغرب، وتروّجان للأعمال الإرهابية في البلدان الغربية.

##### العالم العربي
يقول الكاتب فريد زكريا: «تظن أمريكا أن الحداثة خيرٌ لا شرّ فيه، وهي الفكرة التي أثبتت جدواها بالنسبة لأمريكا نفسها. ولكن بالنسبة للعالم العربي، فلم تكن الحداثة سوى سلسلة متتابعة من الفشل والقصور. لم تؤدّ أي أيديولجية اتُّعبت في العالم العربي -سواءً كانت الاشتراكية، أو العلمانية، أو القومية- سوى إلى طريق مسدودة».

#### تركيا
خلال الحقبة العثمانية في تركيا أدت مشاعر العداء للغرب إلى دفع عجلة التطوير.

## أوروبا

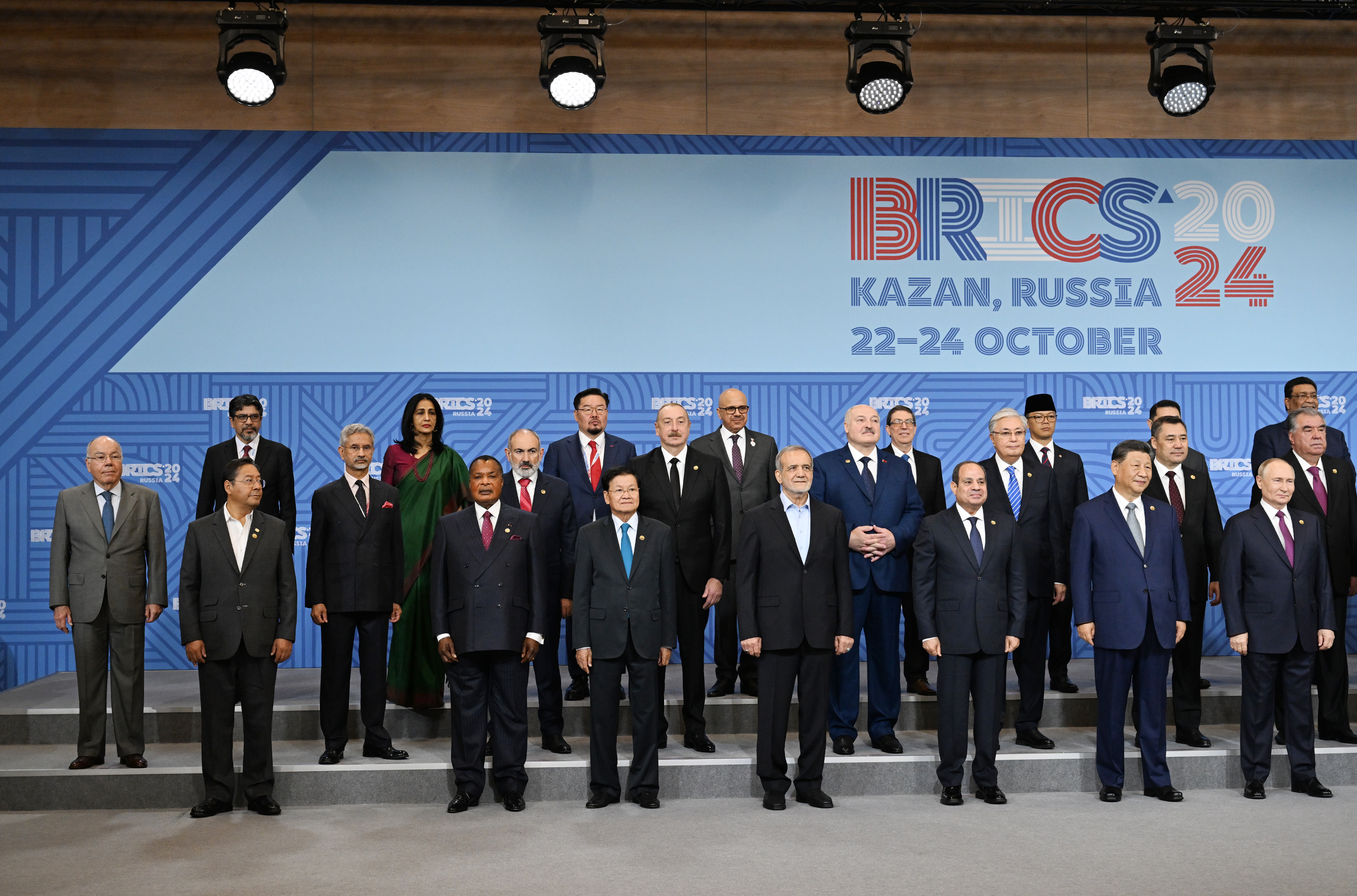
قمة البريكس 2024

### هولندا
في مدارس أمستردام الثانوية، لا يعرّف نصف الطلاب من ذوي الأصول المغربية أنفسهم على أنهم مواطنون هولنديون: بل يرون هويتهم كمسلمين، ويعبّرون عن معاداتهم للغرب بانتظام؛ ومع هذا، فهم لا يرغبون بالعودة إلى أوطان آبائهم وأجدادهم الأصلية.

### روسيا
بعد الحرب الباردة، دعم عدد من السياسيين الروس الترويج الفجّ للأفكار الأرثوذكسية الروسية التقليدية، والرفض المباشر لليبرالية الغربية. يعبر بعض السياسيين القوميين المتعصبين، من أمثال فلاديمير جيرينوفكسي المعارض للشيوعية، عن أشدّ مشاعر المناهضة للغرب.
روّج فلاديمير بوتين بشكل واضح للسياسات المحافظة في المسائل السياسية، والثقافية، والسياسية، في روسيا والخارج. هاجم بوتين مبدأ العالمية السياسية والليبرالية الجديدة، وساند مجمعات التفكير الجديدة للتشديد على القومية الروسية، واستعادة أمجاد التاريخ الروسي، والمعارضة المنهجية للمُثل العليا والسياسات الليبرالية. تحالف بوتين بشكل وطيد مع الكنيسة الأرثوذكسية الروسية. كيريل الأول بطريرك موسكو وسائر روسيا دعم انتخاب فلاديمير بوتين في العام 2012، ووصف فترات بوتين الرئاسية بأنها «معجزات من الرب». تضم الكنيسة الروسية أحيانًا جماعات تنشر النزعات القومية والمعادية للغرب.
منعت الحكومة الروسية التمويل الخارجي للمنظمات غير الحكومية ذات الميول الليبرالية. عادةً ما يساوي ناشطو القومية الروسية في بلدان الاتحاد السوفييتي السابق بين الغرب والمثلية الجنسية والأجندات المثلية، وهكذا فقد لقي قانون الدعاية المعادي للمثليين الترحيب من طرف الشخصيات السياسية والدينية القومية في روسيا معتبرين إياه كالسدّ المنيع ضد التأثير الغربي.
يحظر قانون ياروفايا الأقليات الدينية من التبشير بالإنجيل، وهو القانون الذي استُخدم لحظر نشاطات جماعة شهود يهوه التي يوجد مقرها في الولايات المتحدة الأمريكية.